# Agente (cómic)
El Agente (Rick Mason) es un personaje ficticio que aparece en los cómics estadounidenses publicados por Marvel Comics. Es el hijo de Chapucero. Creado por James Hudnall y John Ridgway, el Agente apareció por primera vez en la novela gráfica de Marvel: Rick Mason, The Agent #1 (diciembre de 1989).
O. T. Fagbenle interpreta a Rick Mason en la película del Universo cinematográfico de Marvel Black Widow (2021) y en la serie Secret Invasion (2023).

## Historial de publicaciones
El personaje, creado por James Hudnall y John Ridgway, apareció por primera vez en Marvel Graphic Novel: Rick Mason, The Agent #1 (Diciembre, 1989).

## Biografía ficticia
Rick Mason se desempeñó como un mercenario que se especializó en el manejo no letal de superhumanos, habiendo crecido expuesto a la tecnología avanzada necesaria para tareas como el hijo del inventor criminal Phineas Mason, más conocido como el Chapucero.
Mason se convirtió en un agente encubierto altamente capacitado debido a la experiencia que obtuvo trabajando junto a personas como Nick Fury, Dennis Nayland y Alexi Vazhin. Decidió convertirse en independiente, adoptando el nombre en clave "El Agente", y ha completado misiones para los gobiernos de muchas naciones, incluidos los Estados Unidos, Israel, Japón y el Reino Unido.
Mason fue contratado una vez para matar a un presunto topo llamado "Vitamina" de la Agencia Central de Inteligencia en Berlín. En un intento de matarlo, Mason hizo estallar un hotel, pero estaba bajo la observación de Michael Rossi y Carol Danvers, quienes lo rastrearon por toda la ciudad. Mason escapó usando uno de los dispositivos de su padre para volverse invisible.
Su educación en la ciudad de Nueva York lo puso en contacto con muchos delincuentes debido a la ocupación de su padre. Incómodo con los malhechores, el Agente buscó un camino en la vida que no sea ayudar a otros a perpetrar crímenes. Al convertirse en un mercenario, el Agente trabajó para S.H.I.E.L.D., aunque luego fue contratado por el gobierno británico para evitar que el súper equipo China Force derrocara su gobierno de Hong Kong. Al regresar a S.H.I.E.L.D., él fue requerido por Nick Fury que realizara una misión similar en la Costa Brava involucrando a rebeldes respaldados por Estados Unidos. El Agente descubrió que uno de sus antiguos maestros, Teng Yun-Suan, era responsable de ambos incidentes. Yun-Suan se encontró con la muerte a manos del Agente. Como mercenario independiente que se especializaba en manipulaciones metahumanas no letales, ayudó a Nick Fury en la participación de mercenarios metahumanos.
El Agente se mantuvo en buenos términos con su padre a pesar de que este último se ganaba la vida en un campo que no aprobaba. La Corporación utilizó esto para su ventaja y secuestró al Agente para obligar al Chapucero a trabajar para ellos. Mason se encuentra con Luke Cage y Dakota North y los tres derrotan a la Corporación. Sin embargo, Mason aparentemente fue asesinado más tarde, después de lo cual sus actividades como agente anónimo fueron de conocimiento público.
El propio hijo de Mason falleció durante la explosión de Nitro en Stamford, Connecticut, que anunció el comienzo de Civil War.
Mason luego se asoció con Carol Danvers y los dos se enteraron de que Ghazi Rashid ahora es un metahumano. Después de que se revela que Rossi era Vitamin y Ms. Marvel se sobrecarga de poder, Mason casi muere por una bomba y solo logra salir a tiempo. Rastreó a Rossi hasta Brasil, a quien mató. Luego habló con Norman Osborn para la liberación de prisión de su padre, amenazando de muerte por la aparente muerte de Ms. Marvel.

## En otros medios

### Marvel Cinematic Universe
Rick Mason aparece en un set de medios en Marvel Cinematic Universe (MCU), interpretado por O. T. Fagbenle.
- Apareciendo por primera vez en la película Black Widow (2021), esta versión es un aliado del pasado de Natasha Romanoff con S.H.I.E.L.D. y un interés romántico.[20] Además, Fagbenle lo describió como "un buscador de personas que no están tan afiliadas a los ejércitos".[21]
- Mason aparece en la serie de Disney+ Secret Invasion (2023), episodio "Harvest",[22] en el que ayuda a Nick Fury, llevándolo a Finlandia para encontrarse con Sonya Falsworth.

### Videojuegos
- Rick Mason aparece en el videojuego Spider-Man: Miles Morales (2020), con la voz de Todd Williams.[23] Esta versión era el científico hermano mayor de Phin Mason y amigo de Miles Morales. Trabajó para Roxxon y ayudó a crear la fuente de energía Nuform. Sin embargo, él y su personal fueron envenenados. Rick, con la ayuda de Phin, trató de exponer la verdad, pero fue atrapado y asesinado por el director R&D de Roxxon, Simon Krieger, quien posteriormente se atribuyó el mérito del trabajo de Rick. La muerte de Rick empujó a su hermana a buscar venganza como el Chapucero lo que resultó en un conflicto violento entre el Underground y Roxxon que tuvo que ser contenido por Miles, quien desde entonces se había convertido en el segundo Spider-Man.